# Karakum

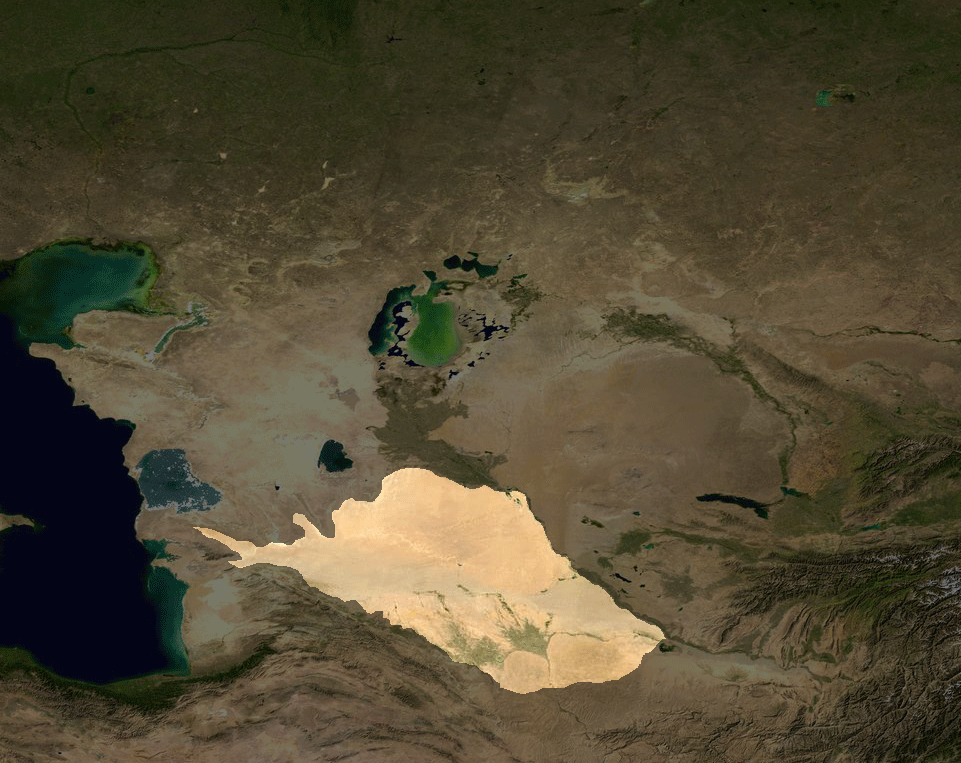
Poušť Karakum na satelitním snímku

Karakum (turkmensky Garagum, rusky Каракумы; v překladu „černá poušť“) je poušť ve střední Asii. Zabírá plochu přibližně 350 000 km², což je zhruba 70 % plochy Turkmenistánu. Celé území pouště je velmi řídce osídlené, průměrně zde žije jeden člověk na ploše 6,5 km². Dešťové srážky jsou vzácné, přichází přibližně jednou za 10 let. V oblasti jsou bohaté zásoby ropy a zemního plynu (včetně kráteru, tzv. Brány do pekla).
Poušť Karakum se nachází východně od Kaspického moře a jižně od Aralského a Sarykamyšského jezera. Pokrývá většinu povrchu Turkmenistánu. Severovýchodní hranici tvoří řeka Amudarja a sousední poušť Kyzylkum. Na jihu se nacházejí vnitrozemské delty řek Tedžen a Murgab. V severozápadní části se nachází proláklina Akčakaja o délce 50 km.

## Odkaz v umění
Poušť je zmíněna v písni Jitky Molavcové s názvem Jsem vášnivá. V písni se zpívá: „Karavana kráčí skrze Karakum, transportuje parafín, karfiol a rum.“